# Louis-Antoine-Maximilien Bricout de Cantraine
Pour les articles homonymes, voir Bricout et Cantraine.
 (juin 2025).
Louis-Antoine-Maximilien Bricout de Cantraine (22 avril 1763 Le Cateau-Cambrésis – 25 mai 1848) est un homme politique des XVIIIe siècle et XIXe siècle. Résidant à La Groise, il fut maire du Cateau.

## Biographie
À l'époque de la Révolution française il reste emprisonné près de quatre ans. Pendant quelque temps, Louis-Antoine-Maximilien reste à Valenciennes avant de rejoindre Le Cateau pour y reprendre la charge de notaire de son père.
Une ordonnance royale du 11 août 1823 lui octroie la croix de chevalier de la Légion d'honneur. Il est député du Nord de 1820 à 1827, siégeant à droite. Le député Bricout participe activement à l'élaboration des projets de loi relatifs aux travaux du port de Dunkerque. Au moment des Trois Glorieuses (juillet 1830) Louis-Antoine-Maximilien Bricout de Cantraine démissionne de ses mandats pour se retirer dans sa propriété de La Groise où il finit ses jours.

## Sources
- « Louis-Antoine-Maximilien Bricout de Cantraine », dans Adolphe Robert et Gaston Cougny, Dictionnaire des parlementaires français, Edgar Bourloton, 1889-1891 [détail de l’édition]

1. ↑  Notice biographique sur M. Bricout de Cantraine (Louis-Antoine-Maximilien), Henri de Motchez, 1858